# Neozatrephes telesilla
Neozatrephes telesilla är en fjärilsart som beskrevs av Druce 1893. Neozatrephes telesilla ingår i släktet Neozatrephes och familjen björnspinnare. Inga underarter finns listade i Catalogue of Life.